# Charles Munch

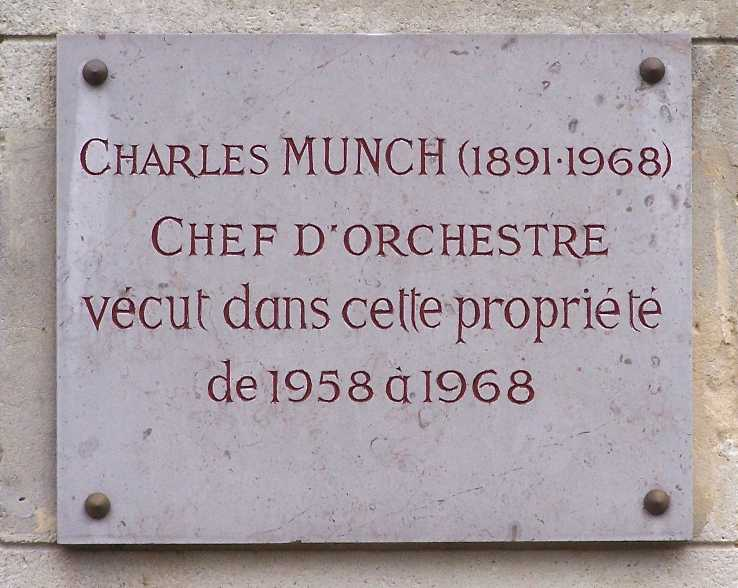
Placa homenaje a Charles Munch.

Charles Munch (26 de septiembre de 1891 - 6 de noviembre de 1968) fue un director de orquesta y violinista francés, reconocido mundialmente por haber dirigido magistrales interpretaciones de los clásicos del Romanticismo, especialmente durante su etapa al frente de la Orquesta Sinfónica de Boston (1949-1962).

## Vida y carrera

### Formación
Munch nació en Estrasburgo, Alsacia-Lorena (En ese período anexado por el Imperio alemán). Hijo del organista y director del coro Ernst Münch, él era el quinto en una familia de seis niños. Era hermano del director Fritz Münch y primo del director y compositor Hans Münch. El tío de Charles era el conocido doctor y musicólogo Albert Schweitzer. Aunque su primera ambición era ser ingeniero de locomotoras, estudió violín en el Conservatorio de Estrasburgo. Su padre Ernst fue profesor de órgano en el Conservatorio y se presentó en la catedral; también dirigió una orquesta con su hijo Charles en los segundos violines.
Después de recibir su diploma en 1912, Charles estudió con Carl Flesch en Berlín y Lucien Capet en el Conservatorio de París. Fue reclutado en el ejército alemán en la Primera Guerra Mundial, sirviendo como artillero de sargento. Fue atropellado en Péronne y herido en Verdún.

### Etapa como violinista
En 1920, se hizo profesor de violín en el Conservatorio de Estrasburgo y asistente del concertino de la Orquesta Filarmónica de Estrasburgo bajo Joseph Guy Ropartz, quien dirigió el conservatorio. A principios de la década de los 20 fue concertino de la Orquesta Gürzenich de Hermann Abendroth en Colonia. Luego fue concertino de la Orquesta de la Gewandhaus de Leipzig bajo Wilhelm Furtwängler y Bruno Walter de 1926 a 1933. Estos dos genios de la batuta dejaron una impronta indeleble en su visión de la interpretación musical.

### Como director en París. 1932-1948
A la edad de 41 años, Munch hizo su debut como director en París el 1 de noviembre de 1932 con un gran éxito. La novia de Munch, Geneviève Maury, nieta de un fundador de la Nestlé Chocolate Company, alquiló el auditorio y contrató la Orquesta de Conciertos de Walther Straram. También fue traductora de Thomas Mann. Munch también estudió dirección con el director checo Fritz Zweig que había huido de Berlín durante su mandato en el Krolloper de Berlín.
Tras este éxito, dirigió los Conciertos Siohan, la Orquesta Lamoureux, la Orquesta Sinfónica de París, la Orquesta de Biarritz (verano de 1933), la Sociedad Filarmónica de París (1935-1938) y la Orquesta de la Sociedad de Conciertos del Conservatorio (1937 a 1946). Se hizo conocido como un campeón de Héctor Berlioz, y se hizo amigo de Arthur Honegger, Albert Roussel, y Francis Poulenc. Durante estos años, Munch dio los estrenos de obras de Honegger, de Jean Roger-Ducasse, de José Guy Ropartz, de Roussel, y de Florent Schmitt. Se convirtió en director de la Société Philharmonique de París en 1938 y enseñó dirección en el Conservatorio de París de 1937 a 1945. En 1939 poco antes del comienzo de la Segunda Guerra Mundial, Munch dirigió como invitado en Londres a la Orquesta Sinfónica de la BBC y en EE. UU. a la Orquesta Sinfónica de San Luis.
Permaneció en Francia dirigiendo la Orquesta del Conservatorio durante la ocupación alemana, creyendo que era mejor mantener la moral de los franceses. Rechazó compromisos en Alemania y también se negó a interpretar obras alemanas contemporáneas. Protegió a los miembros de su orquesta de la Gestapo y contribuyó con sus ingresos a la Resistencia francesa. Por ello, recibió la Légion d'honneur con la cinta roja en 1945 y el grado de Commandeur en 1952. 
En 1945 dirigió la Orquesta Filarmónica Checa en Praga en el cincuentenario de su fundación. También dirigió en la nueva etapa del Festival de Salzburgo al frente de la Filarmónica de Viena. A continuación hizo una gira norteamericana con la Orquesta Nacional de la Radio Francesa. Asimismo produjo diversas grabaciones para el sello DECCA con la Orquesta del Conservatorio. En 1946 Munch dirigió como invitado diversas orquestas norteamericanas obteniendo grandes éxitos, lo que afianzó su prestigio en ese país.

### Como director en Boston. 1949-1962
Munch hizo su debut en la Orquesta Sinfónica de Boston el 27 de diciembre de 1946. Fue Director Musical entre 1949 y 1962. Munch fue también Director del Berkshire Music Festival y del Berkshire Music Center (Tanglewood) de 1951 a 1962. Llevó a cabo ensayos relajados que los miembros de la orquesta apreciaron mucho después del autoritario Serge Koussevitzky. Munch también recibió títulos honorarios del Boston College, la Universidad de Boston, la Universidad de Brandeis, la Universidad de Harvard y el Conservatorio de Música de Nueva Inglaterra.
Se destacó en el repertorio francés moderno, especialmente en Claude Debussy y Maurice Ravel, y fue considerado como una autoridad de Hector Berlioz. Sin embargo, los programas de Munch también presentaron regularmente obras de compositores como Bach, Haydn, Mozart, Beethoven, Schubert, Schumann, Brahms y Wagner. Su mandato de trece años en Boston incluyó 39 estrenos mundiales y 58 primeras presentaciones americanas, y ofreció al público 168 obras contemporáneas. Catorce de estos estrenos fueron obras encargadas por la Boston Sinfonía y la Fundación de Música Koussevitzky para celebrar el 75 aniversario de la Orquesta en 1956. 
Munch invitó al exdirector musical de Boston Symphony, Pierre Monteux, a dirigir, grabar y hacer giras con la orquesta después de una ausencia de más de 25 años. Bajo Munch, los directores invitados se convirtieron en parte integral de la programación de la Boston Symphony, tanto en Boston como en Tanglewood.
Munch dirigió la Sinfónica de Boston en su primera gira transcontinental de los Estados Unidos en 1953. Se convirtió en el primer director de orquesta que los llevó de gira al extranjero: Europa en 1952 y 1956 y Asia oriental y Australia en 1960. Durante la gira de 1956, la Sinfonía fue la primera orquesta estadounidense que actuó en la Unión Soviética.
La Sinfónica de Boston bajo Munch hizo una serie de grabaciones para RCA Victor de 1949 a 1953 en sonido monaural y de 1954 a 1962 en versiones monaurales y estereofónicas.
Selecciones de los ensayos de Boston Sinfonía bajo Leonard Bernstein, Koussevitzky y Munch se transmitieron a nivel nacional en la Red de Radio NBC de 1948 a 1951. NBC retransmitió partes de las actuaciones de la orquesta de 1954-1957 y desde 1951, en estaciones de radio locales en el área de Boston. A partir de 1957, las actuaciones bajo Munch y directores invitados se difundieron a nivel regional, nacional e internacional a través del Boston Sinfonía Transcription Trust. Bajo Munch, la Sinfónica de Boston apareció en la televisión. La primera emisión de televisión de BSO fue bajo Bernstein en 1949 en el Carnegie Hall.

### Regreso a Francia. Orquesta de París. 1963-1968
Munch regresó a Francia y en 1963 fue nombrado presidente de la École Normale de Musique. También fue nombrado presidente de la Guilde Française des Artistes Solistes. Durante los años 60, Munch apareció regularmente como director invitado en América, Europa, y Japón. En 1967, a petición del ministro francés de Cultura, André Malraux, fundó la primera orquesta francesa asalariada a tiempo completo, la Orquesta de París, entidad formada a partir de la Orquesta del Conservatorio, y dirigió su primer concierto el 14 de noviembre de 1967. Al año siguiente murió de un ataque de corazón, sufrido en su hotel en Richmond, Virginia durante una gira americana con su nueva orquesta. Sus restos fueron devueltos a Francia donde está enterrado en el Cimetière de Louveciennes. EMI grabó sus últimas sesiones, incluyendo el Concierto para piano en sol mayor de Ravel, con esta orquesta, y las lanzó póstumamente.

## Libros
En 1955, Oxford University Press publicó I Am a Conductor de Munch en una traducción de Leonard Burkat. Originalmente fue publicado en 1954 en francés como Je suis chef d'orchestre. El trabajo es una colección de pensamientos Munch sobre la dirección y el papel de un director.
Kern Holoman escribió la primera biografía de Munch en inglés, titulada Charles Munch. Fue publicada por Oxford University Press en 2011.

## Estilo musical
Su estilo de dirección era vitalista e intuitivo, dotado de gran espontaneidad con la que intentaba llegar a la esencia musical de las partituras. No pretendía que los ensayos llegaran a la lectura final de las obras y dejaba la definición final de las texturas sonoras para el concierto. Sus interpretaciones podían parecer descuidadas pero alcanzaban una gran fuerza comunicativa, llena de vivos colores. Sus versiones eran diferentes en cada concierto. Le gustaba la utilización de tempi rápidos y vertiginosos, como a su contemporáneo Karl Böhm, que exigían mucho de las orquestas. Tenía un gran dominio de las dinámicas sonoras, mediante la cual lograba atmósferas sonoras muy adecuadas para el repertorio francés de finales del siglo XIX y de la primera mitad del XX.

## Grabaciones
La discografía de Munch es extensa, tanto en Boston como en RCA Victor y en sus varios puestos europeos y como invitado en varios sellos, incluyendo Decca, EMI, Nonesuch, Erato y Auvidis-Valois.
Comenzó a hacer discos en París antes de la guerra, para EMI. Munch entonces hizo una serie de grabaciones en la gama completa de la frecuencia para Decca (FFRR) en los últimos años 40. Después de varias grabaciones con la Filarmónica de Nueva York para Columbia, Munch comenzó a hacer grabaciones para RCA Victor poco después de su llegada a Boston como Director Musical. Entre ellas se encontraban grabaciones memorables de Berlioz, Honegger, Roussel y Saint-Saëns.
Su primera grabación estereofónica con la Boston Symphony, en el Sinfonía Hall de Boston en febrero de 1954, fue dedicada a una versión completa de The Damnation of Faust de Hector Berlioz y se hizo simultáneamente en sonido estereofónico, monaural y experimental, aunque solo la grabación mono fue lanzada comercialmente. La cinta estéreo sólo sobrevive fragmentariamente. La versión monaural de esta grabación fue agregada al registro nacional del sonido de la Biblioteca del Congreso. Entre sus grabaciones finales en Boston se produjo en 1962 el poema sinfónico de César Franck, Le chasseur maudit.
Tras el regreso de Munch a París, hizo discos para Erato con la Orquesta Lamoureux, y con la Orquesta de París volvió a grabar para EMI. También hizo las grabaciones para otras compañías incluyendo Decca / Londres.
Varias grabaciones de Munch han estado disponibles continuamente desde sus lanzamientos originales, entre ellos la Sinfonía de Órgano de Saint-Saëns y Daphnis y Chloe de Ravel. RCA ha reeditado Munch dirige Berlioz en un sistema multi-disco, incluyendo todas sus grabaciones de Munch. BMG / Japón ha emitido dos ediciones diferentes de las grabaciones de Munch en CD, en 1998 y 2006. Esta última estaba compuesta por 41 CDs y abarcó casi todas las grabaciones de Munch con la Sinfónica de Boston. En 2016, SONY lanzó todas las grabaciones de Munch para Columbia y RCA, incluyendo actuaciones de la Orquesta Sinfónica de Boston, la Filarmónica de Nueva York y la Orquesta de Filadelfia. Muchas de ellas nunca habían sido lanzadas oficialmente en disco compacto.

## Discografía selecta

### Grabaciones hechas con laOrquesta Sinfónica de Bostonpara laRCA Victor
- 1949 – Beethoven: Sinfonía n.º 7 en la mayor Op. 92 (igual que la edición de Tahra)
- 1949 – Beethoven: Gratulations Menuet WoO 3 (igual que la edición de Tahra)
- 1949 – Schubert: Sinfonía n.º 2 en si bemol mayor D.125
- 1949 – Berlioz: Beatrice et Benedict Obertura
- 1950 – Beethoven: Sinfonía n.º 1 en do mayor Op. 15
- 1950 – Brahms: Sinfonía n.º 4 en mi menor Op. 98
- 1950 – Haydn: Sinfonía n.º 103 en mi bemol mayor Hob.I-103
- 1950 – Haydn: Sinfonía n.º 104 en re mayor Hob.I-104
- 1950 – Handel (arreglado por Hamilton Harty): Suite Música acuática
- 1950 – Ravel: Rapsodie espagnole
- 1950 – Ravel: La valse
- 1950 – Lalo: Le roi d'Ys Obertura
- 1951 – Bruch: Concierto para violín n.º 1 en sol menor Op. 26. Yehudi Menuhin
- 1951 – Mozart: Le nozze di Figaro Obertura
- 1951 – Saint-Saëns: La Princesse jaune Obertura
- 1951 – Schumann: Sinfonía n.º 1 Op. 38 "Primavera"
- 1951 – Schumann: Genoveva Op. 81 Obertura
- 1952 – Brahms: Concierto para piano n.º 2 en si bemol Op. 98. Arthur Rubinstein
- 1952 – Honegger: Sinfonía n.º 5 "Di tre re"
- 1952 – Ravel: Pavana para una infanta difunta
- 1952 – Roussel: Bacchus et Ariane, Suite n.º 2
- 1953 – Berlioz: Romeo y Julieta Op. 17. Harvard Glee Club, Radcliffe Choral Society; Margaret Roggero, Leslie Chabay, Yi-Kwei Sze.
- 1953 – Honegger: Sinfonía n.º 2
- 1953 – Strauss, R.: Don Quijote Op. 35. Gregor Piatigorsky, Joseph de Pasquale, Richard Burgin.
- 1953 – Chaikovski: Concierto para violín en re mayor Op. 35. Nathan Milstein
- 1954 – Berlioz: La damnation de Faust. Harvard Glee Club, Radcliffe Choral Society, Suzanne Danco, David Poleri, Martial Singher, Donald Gramm (inscrita en el Registro Nacional de Grabaciones de 2005)
- 1954 – Berlioz: Symphonie fantastique
- 1954 – Chopin: Concierto para piano n.º 2 en fa menor Op. 21. Alexander Brailowsky
- 1954 – Menotti: Concierto para violín. Tossy Spivakovsky
- 1954 – Saint-Saëns: Concierto para piano n.º 4 en do menor Op. 44. Alexander Brailowsky
- 1955 – Beethoven: Concierto para violín. Jascha Heifetz
- 1955 – Beethoven: Sinfonía n.º 5 en do menor Op. 67
- 1955 – Beethoven: Sinfonía n.º 6 en fa major Op. 68
- 1955 – Berlioz: Las nuits d'été. Victoria de los Ángeles
- 1955 – Brahms: Sinfonía n.º 2 en re mayor Op. 73
- 1955 – Brahms: Obertura trágica Op. 81
- 1955 – Chausson: Poème. David Oistrakh
- 1955 – Debussy: La damoiselle élue. Radcliffe Choral Society, Victoria de los Ángeles, Carol Smith
- 1955 – Ravel: Daphnis et Chloé. New England Conservatory Chorus
- 1955 – Ravel: La valse
- 1955 – Saint-Saëns: Introducción y Rondo capriccioso. David Oistrakh
- 1955 – Schubert: Sinfonía n.º 8 en si minor D. 759 "Inacabada"
- 1955 – Chaikovski: Sinfonía n.º 4 en fa menor Op. 36
- 1956 – Beethoven: Obertura Coriolano Op. 62
- 1956 – Beethoven: Fidelio Obertura Op. 72b
- 1956 – Beethoven: Leonore Obertura n.º 1 Op. 138
- 1956 – Beethoven: Leonore Obertura n.º 2 Op. 72
- 1956 – Beethoven: Leonore Obertura n.º 3 Op. 72a
- 1956 – Berlioz: L'Enfance du Christ (mono RCA Victor Red Seal LP; stereo RCA Victrola LP & CD). New England Conservatory Chorus, Florence Kopleff, Giorgio Tozzi, Cesare Valletti, Gerard Souzay.
- 1956 – Brahms: Sinfonía n.º 1 en do menor Op. 68
- 1956 – Debussy: La mer
- 1956 – Debussy: Le martyre de Saint Sébastien. New England Conservatory Chorus, Florence Kopleff, Catherine Akos, Phyllis Curtin, Charles Münch.
- 1956 – Debussy: Prélude à l'après-midi d'un faune. Doriot Anthony Dwyer
- 1956 – Ibert Escales
- 1956 – Martinů: Sinfonía n.º 6; Fantaisies symphoniques
- 1956 – Mozart at Tanglewood: Concierto para clarinete; Quinteto. Benny Goodman, Samuel Mayes, Joseph de Pasquale, Richard Burgin, Alfred Krips
- 1956 – Piston: Sinfonía n.º 6
- 1956 – Ravel: Bolero
- 1956 – Ravel: Rapsodie espagnole
- 1956 – Chaikovski: Francesca da Rimini Op. 32
- 1956 – Chaikovski: Romeo y Julieta
- 1957 – Bach: Conciertos de Brandeburgo n.º 1-6, BWV 1046–1051
- 1957 – Barber: Medea's Meditation & Dance of Vengeance Op. 23a
- 1957 – Barber: Adagio for Strings Op. 11
- 1957 – Beethoven: Sinfonía n.º 3 en mi bemol mayor Op. 55
- 1957 – Bloch: Schelomo. Gregor Piatigorsky
- 1957 – Debussy: Images pour orchestre
- 1957 – Dukas: El aprendiz de brujo
- 1957 – Elgar: Introducción y Allegro para cuerdas Op. 47
- 1957 – Franck: Sinfonía en re menor
- 1957 – Mendelssohn: Sinfonía n.º 3
- 1957 – Mendelssohn: Sinfonía n.º 5
- 1957 – Prokófiev: Concierto para piano n.º 2 en sol menor Op. 16. Nicole Henriot-Schweitzer
- 1957 – Prokófiev: Romeo y Julieta Op. 64a/b & Op. 101 (extractos)
- 1957 – Rajmáninov: Concierto para piano n.º 3 en re menor Op. 30. Byron Janis
- 1957 – Saint-Saëns: Omphale's Spinning Wheel Op. 31
- 1957 – Smith, John Stafford: The Star-Spangled Banner
- 1957 – Chaikovski: Serenata para cuerdas Op. 48
- 1957 – Walton: Concierto para violonchelo. Gregor Piatigorsky
- 1957 – Wagner: Götterdämmerung, Brunhilde's Immolation. Eileen Farrell
- 1957 – Wagner: Götterdämmerung, Siegfried's Rhine Journey
- 1957 – Wagner: Tannhäuser, Obertura & Bacchanale (París Version)
- 1957 – Wagner: Tristan and Isolde, Prelude & Liebestod. Eileen Farrell
- 1957 – Wagner: Die Walküre, The Magic Fire Music
- 1958 – Beethoven: Sinfonía n.º 8 en fa mayor Op. 93
- 1958 – Berlioz: Beatrice et Benedict Obertura
- 1958 – Berlioz: Le carnaval romain Obertura Op. 9
- 1958 – Berlioz: Le corsaire Obertura Op. 21
- 1958 – Berlioz: Harold en Italia Op. 16. William Primrose
- 1958 – Blackwood: Sinfonía n.º 1
- 1958 – Brahms: Concierto para piano n.º 1 en re menor Op. 15. Gary Graffman
- 1958 – D'Indy: Symphonie sur un chant montagnard français. Nicole Henriot-Schweitzer (sobrina del director)
- 1958 – Haieff: Sinfonía n.º 2
- 1958 – Mahler: Kindertotenlieder. Maureen Forrester
- 1958 – Mahler: Lieder eines fahrenden Gesellen. Maureen Forrester
- 1958 – Ravel: Suite Mi madre, la oca
- 1958 – Ravel: Concierto para piano en sol mayor. Nicole Henriot-Schweitzer
- 1958 – Mendelssohn: Sinfonía n.º 4
- 1958 – Schubert: Sinfonía n.º 9 D. 944 "Grande"
- 1958 – Beethoven: Sinfonía n.º 9 Op. 125 "Coral". New England Conservatory Chorus, Leontyne Price, Maureen Forrester, David Poleri, Giorgio Tozzi
- 1959 – Berlioz: Benvenuto Cellini Obertura Op. 23
- 1959 – Berlioz: Réquiem Op. 5. New England Conservatory Chorus, Léopold Simoneau
- 1959 – Berlioz: Los troyanos; Royal Hunt; Storm Music
- 1959 – Mendelssohn: Concierto para violín. Jascha Heifetz
- 1957 – Prokófiev: Concierto para violín n.º 2 en sol menor Op. 63. Jascha Heifetz
- 1959 – Schumann: Sinfonía n.º 1 Op. 38 "Primavera"
- 1959 – Schumann: Manfred Obertura Op. 115
- 1959 – Chaikovski: Concierto para violín en re mayor Op. 35. Henryk Szeryng.
- 1959 – Saint-Saëns: Sinfonía n.º 3 "Con Órgano". Berj Zamkochian
- 1959 – Bach: Concierto para violín en la menor n.º 1 BWV 1041. Jamie Laredo
- 1960 – Beethoven: Las criaturas de Prometeo (extractos)
- 1960 – Beethoven: Concierto para piano n.º 1 en do mayor Op. 15. Sviatoslav Richter
- 1960 – Chopin: Concierto para piano n.º 1 en do menor Op. 11. Gary Graffman
- 1960 – Dvořák: Concierto para violonchelo en si menor Op. 104. Gregor Piatigorsky
- 1960 – Mendelssohn: Capriccio Brillant en si menor Op. 22. Gary Graffman
- 1960 – Mendelssohn: Octeto; Scherzo en mi bemol mayor Op. 20 (arreglado para cuerdas)
- 1960 – Milhaud: La création du monde Op. 81
- 1960 – Milhaud: Suite provençale Op. 152b
- 1960 – Poulenc: Concierto para órgano, cuerdas y timbales. Berj Zamkochian, Everett Firth
- 1960 – Schubert: Sinfonía n.º 2 en si bemol mayor D. 125
- 1960 – Stravinsky: Jeu de cartes
- 1961 – Berlioz: Romeo y Julieta Op. 17. New England Conservatory Chorus, Rosalind Elias, Cesare Valetti, Giorgio Tozzi
- 1961 – Dvořák: Sinfonía n.º 8 en sol mayor Op. 88
- 1961 – Ravel: Daphnis et Chloé. New England Conservatory Chorus
- 1961 – Strauss, R.: Las alegres travesuras de Till Eulenspiegel Op. 28
- 1961 – Chaikovski: Romeo y Julieta
- 1962 – Chaikovski: Sinfonía n.º 6 en si menor Op. 74
- 1962 – Berlioz: Symphonie fantastique
- 1962 – Chausson: Sinfonía
- 1962 – Debussy: Nocturnes; Nuages and Fetes
- 1962 – Debussy: Printemps
- 1962 – Debussy: Preludio a la siesta de un fauno. Doriot Anthony Dwyer
- 1962 – Franck: Le chasseur maudit
- 1962 – Ravel: Bolero
- 1962 – Ravel: La valse
- 1962 – Ravel: Pavana para una infanta difunta

### Grabaciones hechas con laFilarmónica de LondresparaDecca
- 1947 – Roussel: El festín de la araña
- 1947 – Roussel: Suite en fa mayor Op. 33
- 1947 – Bizet: Sinfonía en do mayor
- 1947 – Bizet: Jolie Fille de Perth; Danse bohèmienne

### Grabaciones hechas con laNew Philharmonia Orchestrapara Decca
- 1966 – Offenbach: Gaîté parisienne (arreglo de Manuel Rosenthal)
- 1966 – Bizet: Suite L'Arlésienne
- 1966 – Bizet: Carmen Suite
- 1967 – Respighi: Fontane di Roma
- 1967 – Respighi: Pini di Roma

### Grabaciones hechas con laFilarmónica de Nueva YorkparaColumbia
- 1947 – Saint-Saëns: Sinfonía n.º 3. E. Niels-Berger
- 1948 – D'Indy: Sinfonía sobre un aire montañés francés. Robert Casadesus
- 1948 – Mozart: Concierto para piano n.º 21 en do mayor, KV 467. Robert Casadesus

### Grabaciones hechas con la Filarmónica de Nueva York para Prístine Classics
- 1947 – Saint-Saëns: Sinfonía n.º 3. E. Niels-Berger (igual que la edición de Columbia)
- 1948 – D'Indy: Sinfonía sobre un aire montañés francés. Robert Casadesus (igual que la edición de Columbia)
- 1948 – Mozart: Concierto para piano n.º 21 en do mayor, KV 467. Robert Casadesus (igual que la edición de Columbia)
- 1948 – Chabrier: Bourrée fantasque (igual que la edición de LYS)
- 1948 – Liszt: Concierto para piano n.º 2. Robert Casadesus (igual que la edición de LYS)
- 1948 – Mozart: Sinfonía n.º 35 "Haffner" (igual que la edición de LYS)

### Grabaciones hechas con laOrchestre de l'Association des Concerts LamoureuxparaErato
- 1965 – Dutilleux: Sinfonía n.º 2 "Le doble"
- 1965 – Lalo: Concierto para violonchelo en re menor. André Navarra
- 1965 – Roussel: Suite en fa mayor Op. 33
- 1965 – Roussel: Sinfonía n.º 3 en sol menor Op. 42
- 1965 – Roussel: Sinfonía n.º 4 en la mayor Op. 53
- 1965 – Saint-Saëns: Concierto para violonchelo n.º 1 en la menor Op. 33. André Navarra

### Grabaciones hechas con laOrquesta de París(en vivo) para Altus
- 1967 – Berlioz: Symphonie fantastique
- 1967 – Debussy: La mer
- 1967 – Stravinsky: Réquiem Cánticos

### Grabaciones hechas con laOrquesta de ParísparaEMI/ Ángel
- 1967 – Berlioz: Symphonie fantastique
- 1967 – Brahms: Sinfonía n.º 1 en do menor Op. 68
- 1967 – Honegger: Sinfonía n.º 2
- 1967 – Ravel: Bolero
- 1967 – Ravel: Daphnis et Chloé Suite n.º 2
- 1968 – Ravel: Pavana para una infanta difunta
- 1968 – Ravel: Concierto para piano en sol mayor. Nicole Henriot-Schweitzer
- 1968 – Ravel: Rapsodie espagnole

### Grabaciones hechas con laOrquesta Nacional de Franciapara Auvidis-Valois, anteriormente Disques Montaigne*
- 1962 – Debussy: La mer*
- 1962 – Debussy: Iberia*
- 1962 – Debussy: Fantasía para piano y orquesta. Nicole Henriot-Schweitzer*
- 1962 – Dutilleux: Sinfonía n.º 2 "Le doble"*
- 1962 – Honegger: Sinfonía n.º 1*
- 1962 – Honegger: Le chant de Nigamon
- 1962 – Honegger: Pastorale d'été
- 1962 – Roussel: Bacchus et Ariane, Suite n.º 2*
- 1963 – Beethoven: Sinfonía n.º 7 en la mayor Op. 92
- 1963 – Beethoven: Obertura La consagración de la casa Op. 124
- 1963 – Berlioz: Symphonie fantastique
- 1964 – Beethoven: Sinfonía n.º 4 en si bemol mayor Op. 60
- 1964 – Honegger: Sinfonía n.º 2
- 1964 – Honegger: Sinfonía n.º 5 "Di tre Re"
- 1964 – Roussel: Sinfonía n.º 3 en sol menor Op. 42
- 1964 – Sibelius: Suite Lemminkäinen (El cisne de Tuonela, Retorno de Lemminkäinen) Op. 22
- 1965 – Brahms: Sinfonía n.º 2 en re mayor Op. 73
- 1966 – Berlioz: Benvenuto Cellini Obertura Op. 23
- 1966 – Fauré: Pelléas et Mélisande Suite Op. 80
- 1966 – Roussel: Sinfonía n.º 4 en la mayor Op. 53
- 1966 – Roussel: Bacchus et Ariane, Suite n.º 2
- 1966 – Schumann: Sinfonía n.º 4 en re mayor Op. 120
- 1967 – Berlioz: Le corsaire Obertura Op. 21
- 1967 – Franck: Sinfonía en re menor

### Grabaciones hechas con laOrquesta Nacional de la ORTFparaTurnabout
- 1966 – Albéniz: Iberia
- 1966 – Debussy: Iberia
- 1966 – Debussy: La mer
- 1967 – Bizet: Jeux d'Enfants
- 1967 – Bizet: Patrie Obertura
- 1967 – Bizet: Sinfonía en do mayor
- 1967 – Borodin: En las estepas de Asia Central
- 1967 – Mussorgsky: Khovantchina, Introducción y Danza persa
- 1967 – Rimski-Kórsakov: El gallo de oro
- 1967 – Rimski-Kórsakov: Obertura de la gran Pascua rusa